# As It Is In Life
As It Is In Life er en amerikansk stumfilm fra 1910 af D. W. Griffith.

## Medvirkende
- George Nichols - George Forrester
- Gladys Egan
- Mary Pickford
- Marion Leonard
- Charles West